# Duracell
Duracell és una marca a nivell mundial especialitzada en produir piles i llanternes. Duracell és actualment propietat de Berkshire Hathaway. La seu d'aquesta empresa es troba a Bethel, Connecticut.

## Productes

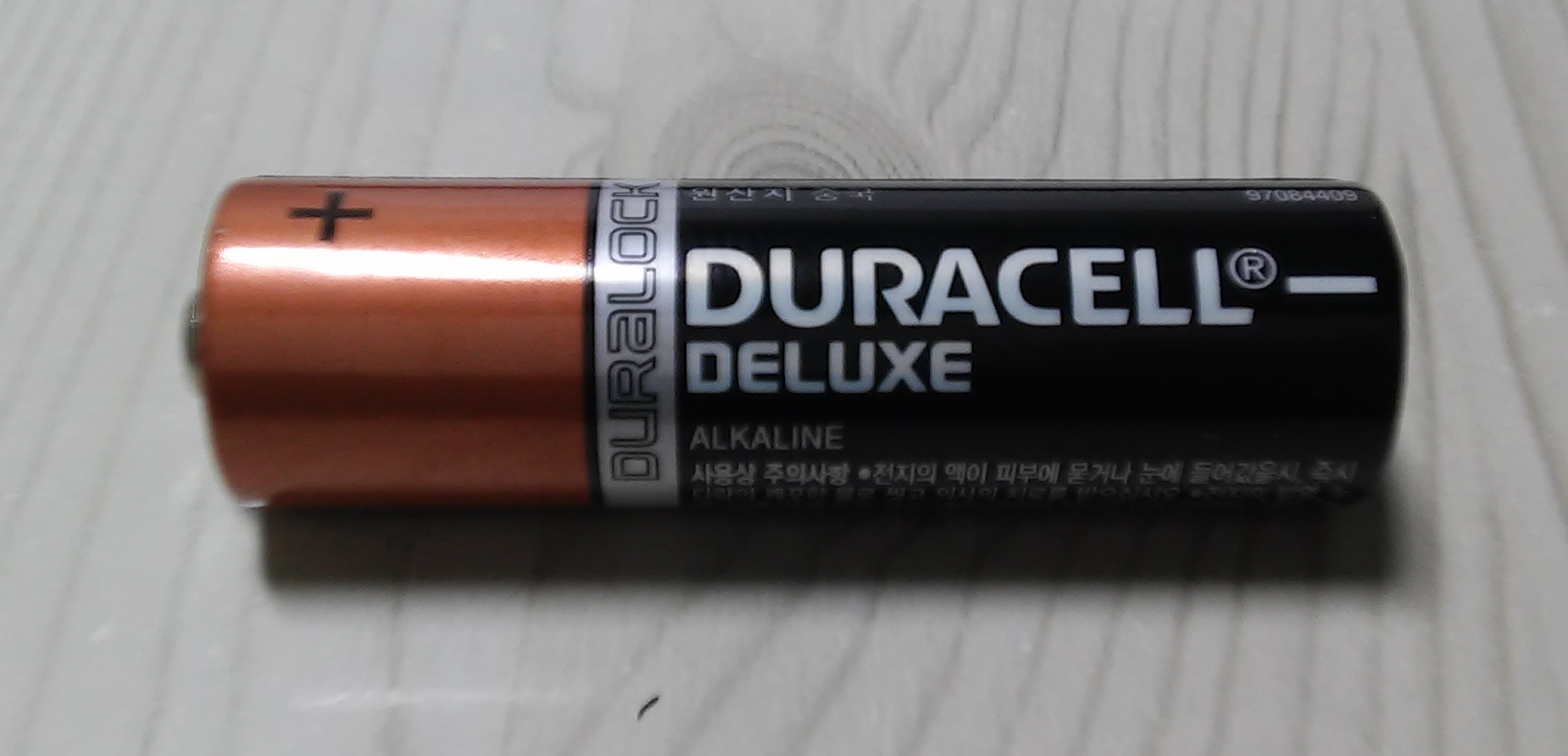
Duracell bateria

Duracell és una fàbrica que produeix bateries alcalines en moltes mides comuns, com ara AAA, AA, C, D i 9V. També fabrica les de mides menys utilitzades com AAAA (principalment per a buscapersones, llanternes i els mesuradors de glucosa a la sang) i piles de mida J (dispositius per a hospitals). També fabrica diverses piles de "botó" utilitzades en les calculadores, dispositius d'audició i altres petits ginys (dispositius mèdics en la seva majoria). Duracell va començar a vendre els productes Dane-Elec, com la memòria flash el 2008.
Duracell també fabrica bateries especials, incloent-hi les bateries NiMH recarregables i piles per càmeres, rellotges, audiòfons, etc Els seus dos principals marques de bateries són "Coppertop", comercialitzat com una llarga durada, i "Ultra", dirigida principalment als usuaris de dispositius digitals i els dispositius que necessiten més potència. Duracell també té una línia de bateries de liti, la química i els productes, ara fabricats fora dels EUA
Un quadre d'AA Duracell procellas amb la bateria superimposedIn els últims anys, les innovacions de Duracell es va ampliar per incloure nous dissenys de bateries amb les seves piles prismàtiques, que són prismàtics en lloc de tenir forma cilíndrica. Cèl·lules prismàtiques es van posar a disposició en alcalines i de dissenys de liti. El 2006, Duracell va presentar "Power PixTM bateries amb la tecnologia NiOx, dissenyat per subministrar una vida més llarga en les càmeres digitals i altres dispositius d'alt consum per fins a dues vegades el nombre de fotos que es pot aconseguir típicament amb piles alcalines.
Les piles Duracell també són envasats a granel per als usuaris finals sota la marca procellas.
Duracell produeix piles alcalines en la majoria de les mides, com ara AAA, AA, C, D i 9V. També produeix piles especials com les de NiMH, piles recarregables o piles per càmeres fotogràfiques, rellotges, etc. Les dues línies principals de Duracell són Coppertop, amb una llarga durada, i Ultra, dirigida principalment als usuaris de dispositius que requereixin major potència com, per exemple, els dispositius digitals.
Duracell va introduir la majoria dels formats en les piles de consum habitual, incloent-hi AA el 1960 i AAA el 1962.
L'empresa es va fusionar amb Gillette el 1996. El 2005, Duracell va passar a formar part de Procter & Gamble quan aquesta va adquirir Gillet. Va ser patrocinador oficial del Mundial de Futbol 2006.
El principal competidor de Duracell és Energizer.

## El conill de Duracell
El conill de Duracell és el principal símbol de la marca a Europa i Iberoamèrica, i consisteix en un conill de color rosa. El símbol va sorgir arran d'un anunci per a televisió, realitzat en els anys '80, en el qual apareixien diversos conills de joguina tocant tambors insistentment, amb l'afegit que mentre els conills amb piles de la competència s'apagaven, l'únic que seguia tocant el tambor era el conill amb la pila de Duracell. L'èxit de la campanya va provocar que Duracell utilitzés el conill rosa com a mascota per a altres campanyes posteriors i li donés una identitat a la marca, i usada fins avui. A Espanya es va encunyar l'eslògan " I duren, i duren ... "
A Amèrica del Nord la marca Energizer va aprofitar per llançar el 1989 el  Conill d'Energizer , amb un cert semblant al de Duracell, i que impedia que la campanya de Duracell fos a nivell mundial a causa que no van poder renovar la patent del conill als Estats Units, en haver-ho fet abans la seva competidora.

## Història
Durant els 1950 Kodak Indica càmeres amb flash integrat: el disseny requeria un nou disseny de piles i les AAA van ser creades.

## Curiositats
L'11 d'agost del 2009, es va creure haver vist un ovni a Santiago, en Xile, a la nit, però operatius del canal CHV, van descobrir que només era un avís de publicitat de les bateries  Duracell .